# Hans Blumer
Hans Blumer (19 giugno 1928 – Stäfa, 3 marzo 2021) è stato un nuotatore svizzero.
Ha gareggiato nei 100 metri dorso maschile ai Giochi della XIV Olimpiade, che si tennero a Londra nel 1948.